# Honey for Petzi
Honey for Petzi ist eine Post-Rock-Band aus dem schweizerischen Lausanne, die im Jahr 1995 gegründet wurde.
Ihr Album Heal All Monsters aus dem Jahr 2001 wurde in Chicago von Steve Albini produziert. Zusammen mit der Berliner Band Seidenmatt wurde im Jahr 2004 eine 10"-Split veröffentlicht.

## Stil
Die Band wurde von Bands wie The Notwist und  Slut inspiriert und bezeichnet sich selbst als große Fans von Sharon Stoned und Hip Young Things.

## Diskografie
Alben
- Honey for Petzi
- Teleski (1998)
- Heal All Monsters (2001)
- Nicholson (2003)
- Angels Camp (2004)
- Man's Rage for Black Ham (2005)
- Nicholson + RMX for HFP (2006)
- General Thoughts and Tastes (2011)
- Observations + Descriptions (2022)